# Eibelstadt
Eibelstadt település Németországban, azon belül Bajorországban. Lakosainak száma 3135 fő (2023. december 31.). Eibelstadt Sommerhausen, Ochsenfurt, Randersacker és Winterhausen községekkel határos.

## Népesség
A település népessége az elmúlt években az alábbi módon változott:
| Lakosok száma | 1228 | 1785 | 2059 | 2279 | 2797 | 2855 | 3035 | 3034 | 3112 | 3135 |
|               | 1875 | 1950 | 1975 | 1987 | 2012 | 2014 | 2016 | 2017 | 2021 | 2023 |